# Liliana Castro
Liliana Rezende de Castro (Quito, 29 de junho de 1979) é uma atriz equatoriano-brasileira, radicada no Brasil desde os dezesseis anos de idade. Destacou-se com as personagens Polca em Ilha Rá-Tim-Bum, Luna em Alma Gêmea, Janete na saga Os Mutantes e a Filomena em Ribeirão do Tempo. Desde 2012 vive nos Estados Unidos, onde comanda no YouTube os canais de ciências em inglês Socratica e Socratica Kids.

## Biografia
Filha de um diplomata brasileiro e de uma química argentina, nasceu em Quito, capital do Equador. Morou ao todo em oito países, acompanhando as mudanças de seu pai, entre eles, os quais morou por bastante tempo, estão: Itália, Paraguai e Venezuela. Viveu boa parte da infância em Milão – dos 5 aos 9 anos – e lá foi alfabetizada em inglês, numa escola norte-americana para estrangeiros. Em casa, para que não perdesse contato com suas origens, o pai Antônio, e a mãe Sílvia, a incentivavam a ler livros e a escutar músicas em português e espanhol. Embora tendo nascido no Equador e possua nacionalidade equatoriana, é também brasileira nata, por estar o pai a serviço do Brasil no exterior. Também possui nacionalidade argentina, por ser filha de uma cidadã argentina. Só passou a morar no Brasil a partir dos dezesseis anos, onde morou em diversos estados.
A atriz fala fluentemente inglês, português, espanhol e italiano.

## Carreira
Na capital federal, começou a explorar seus talentos artísticos, com o apoio da família. Antes de começar na carreira de atriz chegou a gravar comerciais na Venezuela e na Itália, países onde morou. Iniciou no teatro amador aos dez anos e formou-se em Interpretação pela UniverCidade, no Rio de Janeiro. Logo depois, tirou seu registro profissional e começou a cursar Teoria do Teatro na Uni-Rio, mas teve de trancar a matrícula devido a problemas na agenda. Profissionalmente, estreou no espetáculo "As Fúrias", de Rafael Alberti, com direção de Antônio Abujamra, em 1998, na companhia "Os Fodidos Privilegiados". Na mesma época, debutou na televisão atuando durante três anos como VJ da Fox Kids, canal Net e TVA . Em seguida, fez sua estreia em novelas com uma pequena participação especial na novela Força de um Desejo, da Rede Globo. Posteriormente, transferiu-se para a TV Cultura onde integrou o elenco da série infantil Ilha Rá-Tim-Bum, que contou com o ator Paulo Nigro como um dos protagonistas. Anos mais tarde, voltou a contracenar com ele formando par romântico em uma telenovela da Rede Record. 
Em 2002, retornou à TV Globo para participar da novela Sabor da Paixão como a mãe solteira Laiza. Irmã da protagonista Diana, ela acaba se envolvendo afetivamente com um homem casado e esconde da pequena Madona que é sua mãe. Nesse mesmo ano, surgiu pela primeira vez nas telonas como uma das protagonistas do filme Histórias do Olhar, filme que fala dos sentimentos de quatro mulheres, em fases diferentes da vida. Nesse mesmo período, fez parte da "Armazém Companhia de Teatro", pela qual atuou em pelo menos seis espetáculos. Em 2004, entrou para o elenco de Da Cor do Pecado como Olívia, uma sensata modelo que viria a se tornar a principal aliada de Kaíke na guerra para salvar o filho das garras da megera Bárbara. Sua personagem entrou quando a novela já estava no ar e com boa frente de capítulos exibidos, e com o passar do tempo o papel que seria pequeno, cresceu. No ano seguinte, interpretou um dos papéis mais importantes de sua carreira, a doce Luna de Alma Gêmea. Na verdade, a atriz havia sido convidada para dar vida à protagonista Serena, porém como estava envolvida com dois projetos no teatro pediu para fazer um papel menor, sendo substituída pela atriz Priscila Fantin. No folhetim, Luna morre logo no primeiro capítulo num assalto arquitetado por sua própria prima, Cristina interpretada por Flávia Alessandra. No entanto, volta reencarnada em uma índia branca, Serena. Mesmo com a morte da personagem, continuou a aparecer ao longo da novela em forma de espírito. Paralelo à carreira de atriz, começou a cursar faculdade de cinema devido ao seu fascínio por tecnologias de audiovisual. 
Em 2006, chegou-se a falar de sua escalação para uma participação especial na novela Páginas da Vida, porém a mesma não se concretizou. Com isso, transferiu-se para a Rede Record onde permaneceu até 2011. Sua estreia na emissora deu-se na novela Caminhos do Coração, em que interpretou a mutante Janete, uma vidente. Permaneceu nas duas primeiras temporadas da novela, continuando em seguida com a personagem Os Mutantes, porém, em 2009, desfalcou a novela para participar de outra produção da casa. Em 2010, depois de morar um ano em Londres onde estudou interpretação e dança voltou ao Brasil. Na Rede Record, protagonizou a novela Ribeirão do Tempo como Filomena, moça simples que descobre ser herdeira de uma enorme fortuna e propõe casamento para o homem que ama, no entanto, ele aceita se casar interessado na ajuda financeira que ela poderá dar aos seus negócios.
De 2008 a 2009 morou em Londres, onde fez mestrado em artes cênicas, e desde 2012 vive em Los Angeles, nos Estados Unidos, onde tornou-se empresária, e abriu a produtora Patreon[carece de fontes?], responsável pela produção de conteúdo educacional. Nesta época iniciou um canal no YouTube, Socrática, voltado a tópicos educacionais e científicos, narrando em inglês assuntos sobre ciências e história mundial de forma divertida. No mesmo ano o projeto ganhou outro canal, o Socrática Kids, levando os mesmos tópicos de forma mais leve e utilizando bonecos e fantoches para ensinar as crianças. Em 2013 o canal ganhou uma versão em português, o Socrática Português.

## Vida pessoal
A atriz é discreta em sua vida pessoal. No final do ano de 2005 passou por um momento pessoal triste, ao perder seu irmão enquanto gravava a novela Alma Gêmea.

## Filmografia

### Televisão
| Ano     | Título              | Personagem / Cargo       | Notas                            |
| ------- | ------------------- | ------------------------ | -------------------------------- |
| 1999    | Força de um Desejo  | Ana Toledo de Mendonça   | Episódios: "20–22 de outubro"    |
| 1999–01 | Fox Kids            | Apresentadora            |                                  |
| 2002    | Ilha Rá-Tim-Bum     | Polca                    |                                  |
| 2002    | Sabor da Paixão     | Laíza Coelho             |                                  |
| 2003    | A Grande Família    | Glorinha                 | Episódio: "O Sorriso do Lagarto" |
| 2004    | Da Cor do Pecado    | Olívia Garcia            |                                  |
| 2005    | Alma Gêmea          | Luna Ávilla Blanco Dias  | Participação Especial            |
| 2007    | Mandrake            | Marcinha                 | Episódio: "Rosas Negras"         |
| 2007    | Caminhos do Coração | Janete Fontes Martinelli |                                  |
| 2008    | Os Mutantes         | Janete Fontes Martinelli |                                  |
| 2010    | Ribeirão do Tempo   | Filomena Miranda Durrel  |                                  |
| 2012    | Fora de Controle    | Virgínia                 | Episódio: "8 de maio"            |
| 2014    | Só Garotas          | Olívia                   |                                  |
| 2017–19 | Psi                 | Maria Clara              | Temporadas 3–4                   |

### Internet
| Ano           | Título                      | Personagem    | Nota                             |
| ------------- | --------------------------- | ------------- | -------------------------------- |
| 2012          | Downward Facing Doug        | Carol         | Episódio: "The Eternal Question" |
| 2012          | Force Push: A Nerd Webserie | Bibliotecária | Episódio: "Disabled Librarian"   |
| 2012–presente | Socratica                   | Apresentadora |                                  |
| 2012–presente | Socratica Kids              | Apresentadora |                                  |
| 2012–19       | Socratica em Português      | Apresentadora |                                  |

### Cinema
| Ano  | Título                                  | Personagem     | Nota           |
| ---- | --------------------------------------- | -------------- | -------------- |
| 2001 | Carolina                                | Carolina       |                |
| 2002 | In the Shadows of the Cornfields        | Rayna          | Curta-metragem |
| 2002 | Histórias do Olhar                      | Amanda         |                |
| 2006 | O Ano em que Meus Pais Saíram de Férias | Irene          |                |
| 2006 | Una Vida Sin Sorpresas                  | Marina         |                |
| 2006 | ...(Reticencias)                        | Liliana        | Curta-metragem |
| 2007 | Podecrer!                               | Silvinha       |                |
| 2008 | Pseudociese                             | Teresa         |                |
| 2011 | A Melhor Idade                          | Rita           | Curta-metragem |
| 2013 | Force Push                              | Marie          | Curta-metragem |
| 2014 | Isabella                                | Isabella       | Curta-metragem |
| 2014 | Therapy with a Twist                    | Olivia         | Curta-metragem |
| 2015 | Chatô, o Rei do Brasil                  | Ingrid Borgoin |                |
| 2017 | Lady Labyrinth                          | Dina           | Curta-metragem |
| 2017 | The Org                                 | Mãe de Abel    | Curta-metragem |
| 2017 | Namas Dei: The Tucker J James Story     | Janet Mora     | Curta-metragem |

## Teatro
| Ano  | Título                                                     | Papel   |
| ---- | ---------------------------------------------------------- | ------- |
| 1999 | As Furias                                                  | Altea   |
| 1999 | Alice Através do Espelho                                   | Alice   |
| 2001 | Sob o Sol em Meu Leito Após a Água                         | Alícia  |
| 2003 | Casca de Noz                                               | Pberbit |
| 2005 | Tudo É Permitido                                           | Nina    |
| 2005 | Alice Através do Espelho                                   | Alice   |
| 2006 | Não Existem Níveis Seguros para Consumo Destas Substâncias | Beatriz |
| 2006 | Toda Nudez Será Castigada                                  | Geni    |
| 2007 | Por Uma Vida Um Pouco Menos Ordinária                      | Natália |
| 2012 | Alice Através do Espelho                                   | Alice   |

## Prêmios e indicações
| Ano  | Prêmio                        | Categoria                | Trabalho                                | Resultado | Ref    |
| ---- | ----------------------------- | ------------------------ | --------------------------------------- | --------- | ------ |
| 2003 | Prêmio Contigo! de TV         | Melhor Atriz Revelação   | Sabor da Paixão                         | Indicado  | [ 9 ]  |
| 2007 | Prêmio Qualidade Brasil       | Melhor Atriz Coadjuvante | O Ano em que Meus Pais Saíram de Férias | Indicado  | [ 10 ] |
| 2011 | Noite Contemporânea Cine Fest | Melhor Atriz             | A Melhor Idade                          | Indicado  | [ 11 ] |